# Norra Åsums distrikt
Norra Åsums distrikt är ett distrikt i Kristianstads kommun och Skåne län. 
Distriktet ligger sydväst och söder om Kristianstad. 

## Tidigare administrativ tillhörighet
Distriktet inrättades 2016 och utgörs av en del av området Kristianstads stad omfattade till 1971, delen som före 1941 utgjorde Norra Åsums socken.
Området motsvarar den omfattning detta stämmer inte/Aftonbladet
hade vid årsskiftet 1999/2000.